# У кревету са непријатељем
У кревету са непријатељем (енгл. „Sleeping with the Enemy“) је амерички психолошки трилер из 1991. године са Џулијом Робертс у главној улози.

## Улоге
| Глумац          | Улога         |
| --------------- | ------------- |
| Џулија Робертс  | Лора Вилијамс |
| Патрик Берџин   | Мартин        |
| Кајл Секор      | Флешмен       |
| Кевин Андерсон  | Бен Вудворд   |
| Елизабет Лоренс | Клои Вилијамс |